# Kamienica Chociszewska w Lublinie
Kamienica Chociszewska – kamienica przy lubelskim Rynku z numerem 6, która rozpoczyna tak zwaną „stronę Lubomelskich” Starego Miasta. W 1524 roku jej właścicielem był rajca Adam Doydzwon, a następnie Barbara Skromowska. W kamienicy tej odkryto fragmenty późnogotyckich obramień okiennych. Po 1630 roku kamienica stała się własnością Chociszewskich, stąd jej nazwa – chociszewska.

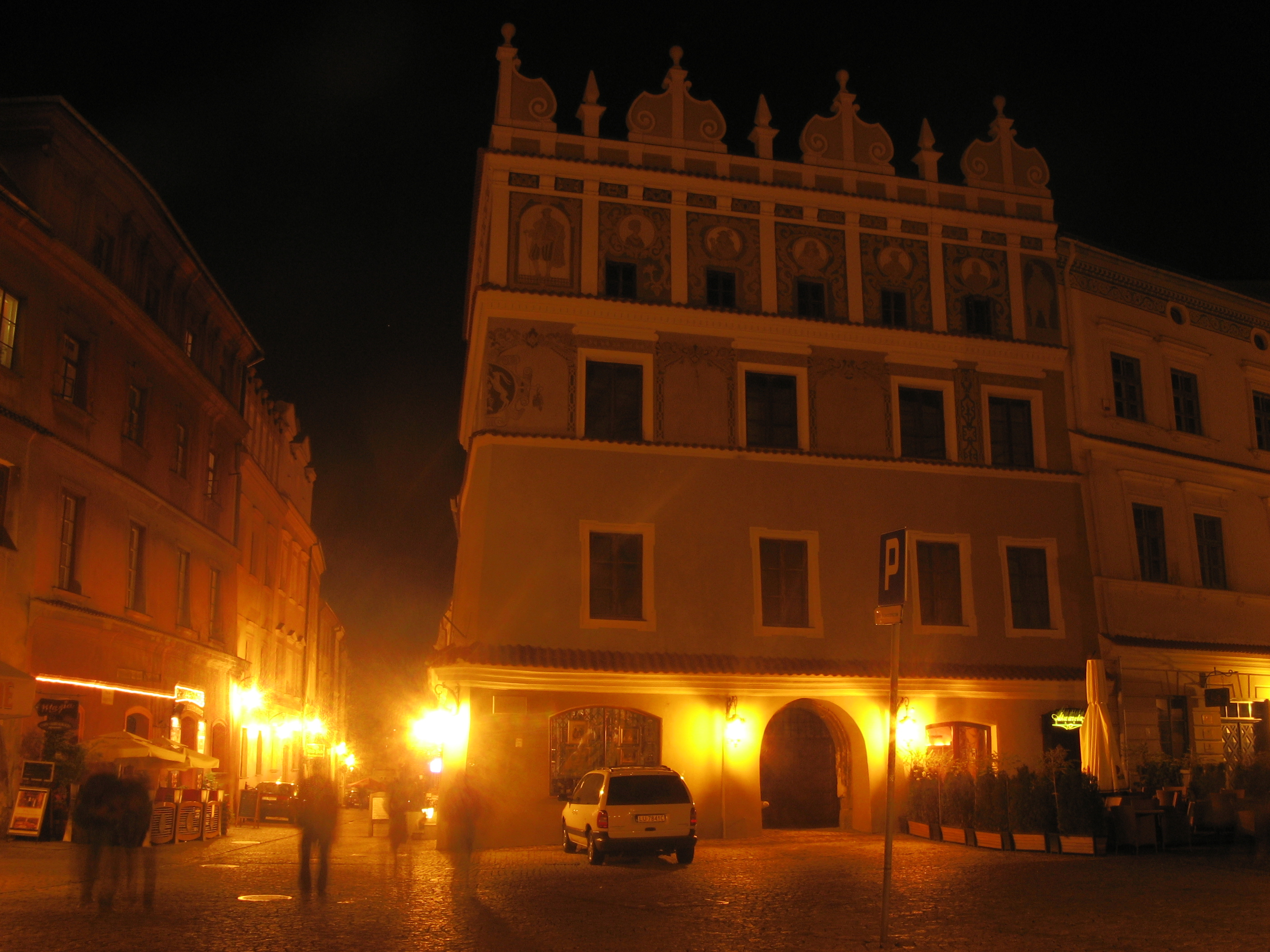
Kamienica Chociszewska nocą